# Liste von Bunkeranlagen in Essen
Die Liste von Bunkeranlagen in Essen enthält erhaltene und nicht mehr vorhandene Bunker im heutigen Gebiet der Stadt Essen.
Im städtischen Stollenatlas sind rund 1300 Luftschutzanlagen gelistet, von denen etwa 300 noch zugänglich sind und regelmäßig von Fachleuten des Amtes für Straßen und Verkehr und den zuständigen Landes- und Bundesbehörden kontrolliert werden. Von den einst 27 Hochbunkern sind zwölf noch vorhanden (Stand: 2015), teils ungenutzt oder zu Wohnungen umgebaut sowie einige unter Denkmalschutz. Die meisten Bunker wurden im Zweiten Weltkrieg im Rahmen des Führer-Sofortprogramms errichtet, wenige wurden für den Zivilschutz im Kalten Krieg umgerüstet oder neu angelegt.

## Liste
| Name                              | Stadtteil Koordinaten                          | Errichtung          | Zahl der Plätze | Denkmalschutz                                  | Bemerkung | Bild |
| --------------------------------- | ---------------------------------------------- | ------------------- | --------------- | ---------------------------------------------- | --- | ---- |
| Hochbunker Körnerstraße           | Altendorf 51° 27′ 27,2″ N, 6° 58′ 34,9″ O      | 1941–1943           | 675             | Denkmal Nr. 967, eingetragen am 29. April 2014 | Im Rahmen des im Oktober 1940 angeordneten Führer-Sofortprogramms als achtgeschossiger Rundbunker für 675 Personen für den Luftschutz errichtet. Später war er bis 2011 für den Zivilschutz mit ABC-Schutz für etwa 1500 Personen im Kalten Krieg vorgesehen. Im Dezember 2016 aus Bundeseigentum an privat 90.000 Euro in Köln versteigert.                                                                                    |      |
| Hochbunker Helenenstraße          | Altendorf 51° 27′ 40,3″ N, 6° 58′ 52,6″ O      | 1940–1943           | 1150            | Denkmal Nr. 970, eingetragen am 10. Juli 2015  | Im Rahmen des im Oktober 1940 angeordneten Führer-Sofortprogramms für den Luftschutz errichtet, Grundfläche etwa 1420 m², erbaut für 1150 Personen auf sechs Etagen war er der größte Hochbunker der während des Zweiten Weltkrieges in Essen entstand, zur Zeit des Kalten Krieges modernisiert, Anfang 2017 aus Bundeseigentum an einen Dellwiger Bauunternehmer versteigert                                                  |      |
| Hochbunker Stapenhorststraße      | Altenessen-Nord 51° 30′ 31,9″ N, 7° 0′ 22,4″ O |                     |                 | nein                                           | Hochbunker besitzt einen Beobachterposten auf dem Dach. Nutzung heute unter anderem für Mobilfunk-Antennen |      |
| Hochbunker Grünbruch              | Altenessen-Süd 51° 29′ 39,9″ N, 7° 0′ 30,6″ O  |                     |                 | nein                                           | Etwa 2004 zum Wohnhaus umgebaut. |      |
| Hochbunker Jahnstraße             | Bochold 51° 28′ 18,6″ N, 6° 58′ 5,1″ O         |                     |                 | nein                                           | ca. 2006 niedergelegt |      |
| Hochbunker Wolfsbankstraße        | Bochold 51° 28′ 27,5″ N, 6° 57′ 34″ O          |                     |                 | nein                                           | Etwa 2008 zum Wohnhaus umgebaut. |      |
| Tiefbunker Weidkamp               | Borbeck-Mitte 51° 29′ 16,4″ N, 6° 57′ 13,3″ O  |                     |                 | nein                                           | Tiefbunker auf ehemaligem, kruppschem Panzerbaugelände |      |
| Tiefbunker Dionysius-Kirche       | Borbeck-Mitte 51° 28′ 27,9″ N, 6° 56′ 59,5″ O  |                     | 400             | nein                                           | Tiefbunker unter der Dionysius-Kirche, der vor Luftangriffen jedoch keinen Schutz geboten hätte, da damals nur mit einer dünnen Erdschicht bedeckt. |      |
| Hochbunker Richtstraße            | Frintrop 51° 29′ 1,7″ N, 6° 54′ 38,1″ O        |                     |                 | nein                                           | Umbau als Wohnhaus. |      |
| Tiefbunker Berufskolleg West      | Frohnhausen 51° 27′ 10,7″ N, 6° 58′ 53,4″ O    | 1939–1941           | 500             | nein                                           | Eine Etage des teils zweistöckigen Luftschutzbunkers, der der Bevölkerung diente, nicht nur dem Schulbetrieb, ist aus der Schule heraus zugänglich. |      |
| Hochbunker Frohnhauser Straße     | Frohnhausen 51° 26′ 56,5″ N, 6° 57′ 14,9″ O    |                     |                 | nein                                           | Fünfgeschossiger Turmbunker mit Beobachtersposten, dient heute unter anderem als Standort für Mobilfunk-Antennen und wird teils als Proberaum für Musiker genutzt. |      |
| Hochbunker Humboldtstraße         | Fulerum 51° 25′ 40″ N, 6° 57′ 42″ O            |                     |                 | nein                                           | Zum Wohnhaus umgebaut. |      |
| Tiefbunker Gerscheder Straße      | Gerschede 51° 28′ 59,6″ N, 6° 56′ 18,4″ O      | 1943                | 5000            | nein                                           | Eine steile Treppe führte in einen mehrere hundert Meter langen Hauptgang, von dem Nebentunnel abgingen. Nachdem der Eingang zugemauert worden war, wurde die unterirdische Bunkeranlage 2014 verfüllt. |      |
| Hochbunker Hatzper Straße         | Haarzopf 51° 25′ 12,1″ N, 6° 57′ 36,1″ O       | 1939/1940           |                 | nein                                           | Der Bunker blieb von Bombentreffern verschont. Seit dem Ende des Krieges wurde er von einer Elektrofirma genutzt und in den Jahren 2014 bis 2016 zum Bürohaus umgebaut. |      |
| Hochbunker Feldhaushof            | Huttrop 51° 27′ 12,7″ N, 7° 2′ 42,9″ O         |                     |                 | nein                                           | Zum Wohnhaus umgebaut. |      |
| Stollenbunker Moltkeviertel       | Huttrop 51° 26′ 34,8″ N, 7° 1′ 28,5″ O         | 1943                | 3000            | nein                                           | 1943 durch die Organisation Todt errichtet, laut Bundesanstalt für Immobilienaufgaben rund 650 Meter langer Röhrenbunker mit 2,50 Meter breiten Gängen, liegt etwa neun bis 13 Meter tief im Bereich der Moltkewiese im Moltkeviertel, hatte den Zweck die Druckwellen eines Bombeneinschlags in der Nähe zu brechen, wurde aufgrund des maroden Zustands im August 2016 verfüllt. Das Bild zeigt einen verschlossenen Eingang. |      |
| Hochbunker Arenbergstraße         | Karnap 51° 31′ 5,2″ N, 7° 0′ 22,9″ O           |                     |                 | nein                                           | Nutzung heute unter anderem als Proberaum für Musiker und Standort für Mobilfunk-Antennen, im Bundeseigentum |      |
| Hochbunker Joseph-Oertgen-Weg     | Katernberg 51° 30′ 2,8″ N, 7° 3′ 2,9″ O        |                     |                 | nein                                           | Zum Wohnhaus und Firmengebäude umgebaut in Privatbesitz |      |
| Hochbunker Am Bilstein            | Kettwig 51° 21′ 47,6″ N, 6° 56′ 55,8″ O        |                     | 525             | nein                                           | zwischen den Straßen Am Bilstein und An der Seilerei; Der Bunker mit 700 m² Fläche wird 2018 zu fünf Wohnungen umgebaut, |      |
| Hochbunker Corneliusstraße        | Kettwig 51° 21′ 53,9″ N, 6° 56′ 16,5″ O        | 1942                | 446             | nein                                           | Auf einem 345 Quadratmeter großen Grundstück hat er eine Nutzfläche von 640 Quadratmetern. |      |
| Werksbunker Krupp M2              | Nordviertel 51° 28′ 16″ N, 6° 59′ 21″ O        |                     |                 | nein                                           | Der Tiefbunker diente als Werksluftschutzbunker der Lokomotiv- und Waggonbaufabrik Krupp und befand sich unter dem Verwaltungstrakt, der sich nordöstlich an die Montagehalle M2 anschloss. Der gesamte Komplex wurde Ende 2015/Anfang 2016 im Rahmen des städtebaulichen Projektes Krupp-Gürtel niedergelegt. |      |
| Werksbunker Krupp-Gussstahlfabrik | Nordviertel 51° 27′ 52,1″ N, 6° 59′ 20″ O      |                     |                 | nein                                           | Hochbunker auf dem Gebiet der ehemaligen Krupp-Gussstahlfabrik an der Pferdebahnstraße/Berthold-Beitz-Boulevard, heute Teil des Umspannwerkes |      |
| Hochbunker Eiserne Hand           | Ostviertel 51° 27′ 35,7″ N, 7° 1′ 22,7″ O      | 1922–1926           | 560             | Denkmal Nr. 962, eingetragen am 27. April 1995 | Wurde zuletzt 1983 für den Zivilschutz mit neuer ABC-Schutzbelüftungsanlage modernisiert. Dient heute zum Teil als Übungsort für die unweit ansässige Essener Berufsfeuerwehr. |      |
| Hochbunker Oberstraße             | Rellinghausen 51° 25′ 27,4″ N, 7° 2′ 26,1″ O   |                     |                 | nein                                           | Zweigeschossiger Bunker mit einer Grundfläche von rund 300 Quadratmetern und spitzen Giebeln, 1994 niedergelegt und durch ein neues Wohnhaus ersetzt. |      |
| Hochbunker Frintroper Straße      | Schönebeck 51° 27′ 47,1″ N, 6° 56′ 54,2″ O     | 1940–1941           | 250             | Denkmal Nr. 968, eingetragen am 19. Mai 2014   | Im Rahmen des Führer-Sofortprogramms für 250 Personen als sechsgeschossiger Turmbunker mit Beobachtersposten für den Luftschutz errichtet, dient heute unter anderem als Standort für Mobilfunk-Antennen, im Bundeseigentum |      |
| Tiefbunker An der Meisenburg      | Schuir 51° 23′ 39,2″ N, 6° 57′ 3,2″ O          |                     |                 | nein                                           | Unter der ehemaligen Stinnes-Villa gelegen schützte er das Firmenarchiv. Dieser Stollenbunker besitzt Beton-Gewölbe, ist 30 Meter tief und 300 Meter lang. |      |
| Tiefbunker Willy-Brandt-Platz     | Stadtkern 51° 27′ 10,7″ N, 6° 58′ 53,4″ O      |                     |                 | nein                                           | Eingang vor dem Haupteingang des Hotels Handelshof. |      |
| Tiefbunker Hindenburgstraße       | Stadtkern 51° 27′ 15,2″ N, 7° 0′ 22,8″ O       |                     | 2200            | nein                                           | bei Hausnummer 35 im Parkhaus |      |
| Atombunker Hauptbahnhof           | Stadtkern 51° 27′ 7,7″ N, 7° 0′ 54,5″ O        | Anfang 1960er Jahre |                 | nein                                           | Bunker unter dem 2017 abgerissenen DB-Hochhaus, dient jetzt als Fundament für einen Hotelneubau. Er sollte mit Kommandostand im Kriegsfall im Kalten Krieg die Eisenbahn-Infrastruktur so weit wie möglich aufrechterhalten. |      |
| Tiefbunker Paßstraße              | Steele 51° 26′ 50,7″ N, 7° 4′ 23,9″ O          |                     | 3000            | nein                                           | Der Bunker wird auch Laurentiusbunker genannt, da er sich unter dem Laurentiusfriedhof westlich der St.-Laurentiuskirche befindet. |      |
| Hochbunker Kyffhäuserstraße       | Stoppenberg 51° 28′ 37,3″ N, 7° 2′ 36,1″ O     |                     |                 | nein                                           | Zum Wohnhaus umgebaut |      |
| Hochbunker Bassinstraße           | Südostviertel 51° 27′ 10,3″ N, 7° 1′ 45,4″ O   | 1942/1943           | 869             | nein                                           | Bunkergrundfläche rund 975 m², Nutzfläche rund 720 m², zweigeschossig, zwei Treppenhäuser, drei Eingänge; im Bundeseigentum, nach erfolglosem Versteigerungsversuch im Sommer 2017, neuer Versteigerungstermin im Dezember 2017, Mindestgebot: 159.000 Euro |      |
| Tiefbunker Berliner Platz         | Westviertel 51° 27′ 8,2″ N, 7° 0′ 48,5″ O      | 1988                |                 | nein                                           | zur Zeit des Kalten Krieges als Atomschutzbunker errichtet, Zugang in der Tiefgarage der Agentur für Arbeit |      |
| Werksbunker Krupp Kronenberg      | Westviertel 51° 27′ 24″ N, 6° 59′ 2,6″ O       | 1930er Jahre        | 450             | nein                                           | Der Tiefbunker diente als Werksluftschutzbunker der Krupp-Gussstahlfabrik und befand sich unter einer Panzerwerkstatt im Bereich der dafür niedergelegten Teile der Arbeiterkolonie Kronenberg. Er wurde 2011 beseitigt und auf dem Areal 2013 das Einkaufszentrum Kronenberg Center eröffnet. |      |
| Tiefbunker Seminarstraße          | Huttrop 51° 26′ 38,9″ N, 7° 2′ 40″ O           | 1930er Jahre        |                 | nein                                           | Der Eingang wurde 2015 in Folge von Baumaßnahmen verschlossen. |      |
| Tiefbunker Hovescheidtstraße      | Huttrop 51° 26′ 34,7″ N, 7° 3′ 10,3″ O         |                     |                 | nein                                           | Eingang zum Tiefbunker Hovescheidtstraße. |      |
| Tiefbunker Böcklinstraße          | Holsterhausen 51° 26′ 21,7″ N, 6° 59′ 18,3″ O  |                     |                 | nein                                           | Eingang zum Tiefbunker der Städtische Gesamtschule Holsterhausen. Der Bunker wird inaktiv als Lager benutzt. Eine Treppe führt hinunter in einen grünen Raum. Das System hat eine große Belüftungsanlage und ein komplexes Notausgangssystem, jedoch nur eine kleine Sanitäranlage. |      |